# Crocodylinae
I Crocodylinae o veri coccodrilli sono una sottofamiglia di grandi rettili semiacquatici diffusi negli ambienti tropicali di Africa, Asia, Americhe ed Australia. In questo articolo non viene utilizzato un senso più ampio del termine coccodrillo, Crocodylidae che include Tomistoma. Il termine coccodrillo qui si applica solo alle specie all'interno della sottofamiglia di Crocodylinae. Il termine è talvolta usato ancora più liberamente per includere tutti i membri esistenti dell'ordine Crocodylia, che include anche alligatori e caimani (famiglia Alligatoridae), i gaviali e il falso gaviale (famiglia Gavialidae) e tutti gli altri Crocodylomorphi viventi e fossili.
Sebbene appaiano simili, i coccodrilli, gli alligatori e il gaviali appartengono a famiglie separate. Il gaviale, con il suo muso lungo e stretto, è più facile da distinguere, mentre le differenze morfologiche sono più difficili da individuare tra coccodrilli e alligatori. Le differenze esterne più evidenti sono visibili nella testa, dove i coccodrilli hanno un muso più stretto, allungato e a forma di V, mentre gli alligatori e i caimani presentano una testa più smussata e a forma di U. Un altro tratto evidente per distinguere un alligatore da un coccodrillo, sono le fauci: nei coccodrilli le fauci hanno la stessa larghezza e i denti della mascella e della mandibola si incastrano fra di loro quando la bocca è chiusa, mentre negli alligatori la mascella è più lunga della mandibola, ed i denti della mascella coprono quelli della mandibola. Inoltre, quando la bocca dei coccodrilli è chiusa, il grande quarto dente della mandibola si inserisce in una costrizione della mascella. Negli esemplari più difficili da distinguere, il dente sporgente è la caratteristica più affidabile per definire le specie e la famiglia. Inoltre, i coccodrilli hanno una palmatura più evidente negli arti posteriori e tollerano meglio l'acqua salata a causa delle ghiandole saline specializzate per filtrare il sale, che è presente, ma non funzionante, negli alligatori. Un altro tratto che separa i veri coccodrilli dagli altri coccodrilli è il loro livello di aggressività molto più elevato.
Le dimensioni, la morfologia, il comportamento e l'ecologia dei veri coccodrilli differiscono leggermente tra le specie. Tuttavia, hanno anche molte somiglianze in queste aree. Tutti i coccodrilli sono semiacquatici e tendono a riunirsi in habitat di acqua dolce come fiumi, laghi, zone umide e talvolta in acque salmastre e salate. Sono animali carnivori, che si nutrono principalmente di vertebrati come pesci, rettili, uccelli e mammiferi e talvolta di invertebrati come molluschi e crostacei, a seconda della specie e dell'età. Tutti i coccodrilli sono specie tropicali che, a differenza degli alligatori, sono molto più sensibili al freddo. I veri coccodrilli si separarono dal resto di Crocodilia durante l'Eocene, circa 55 milioni di anni fa. Molte specie oggi sono a rischio d'estinzione, ed alcune sono classificate come in pericolo critico d'estinzione.

## Tassonomia e filogenesi

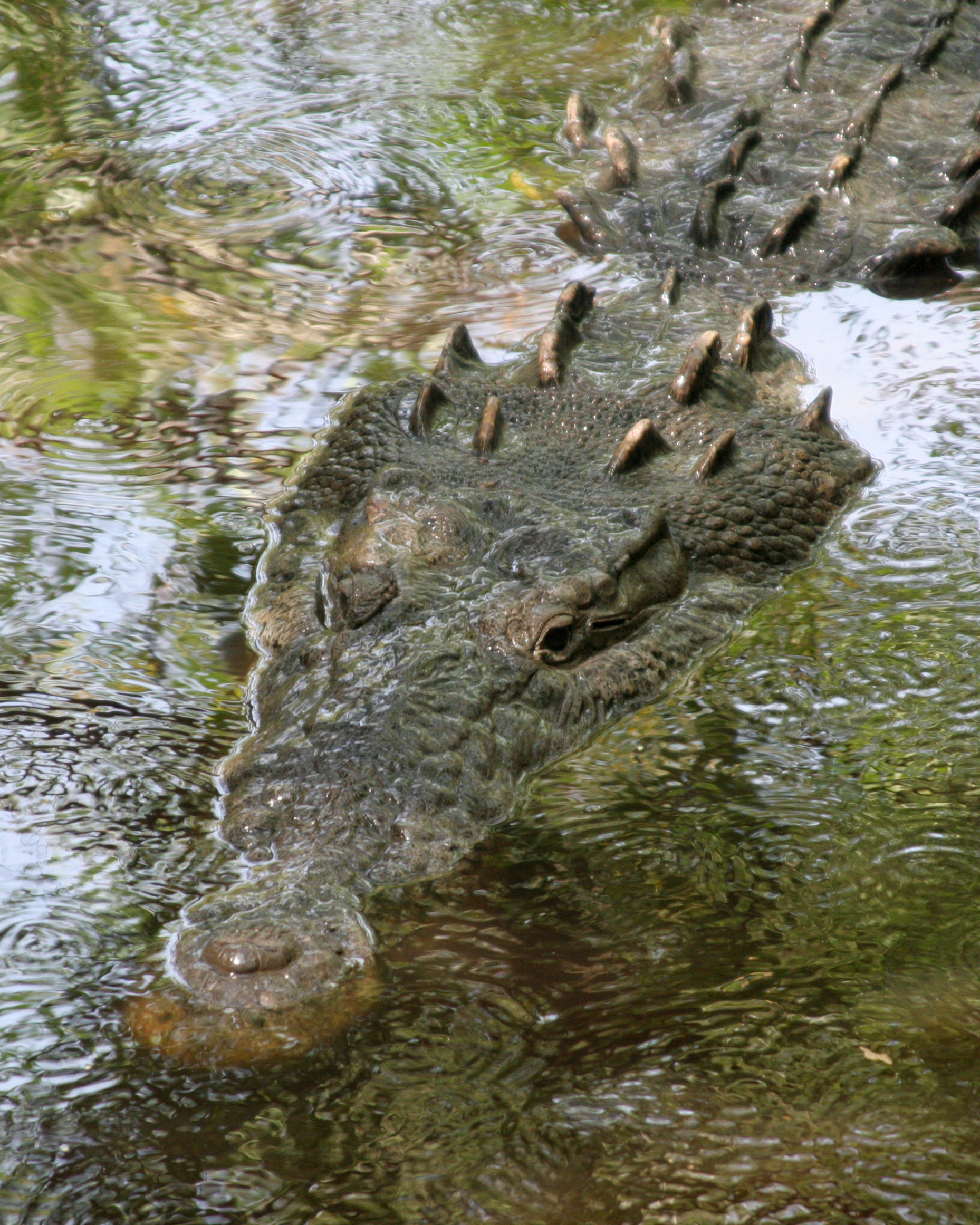
Coccodrillo americano, al La Manzanilla, Jalisco, Mexico

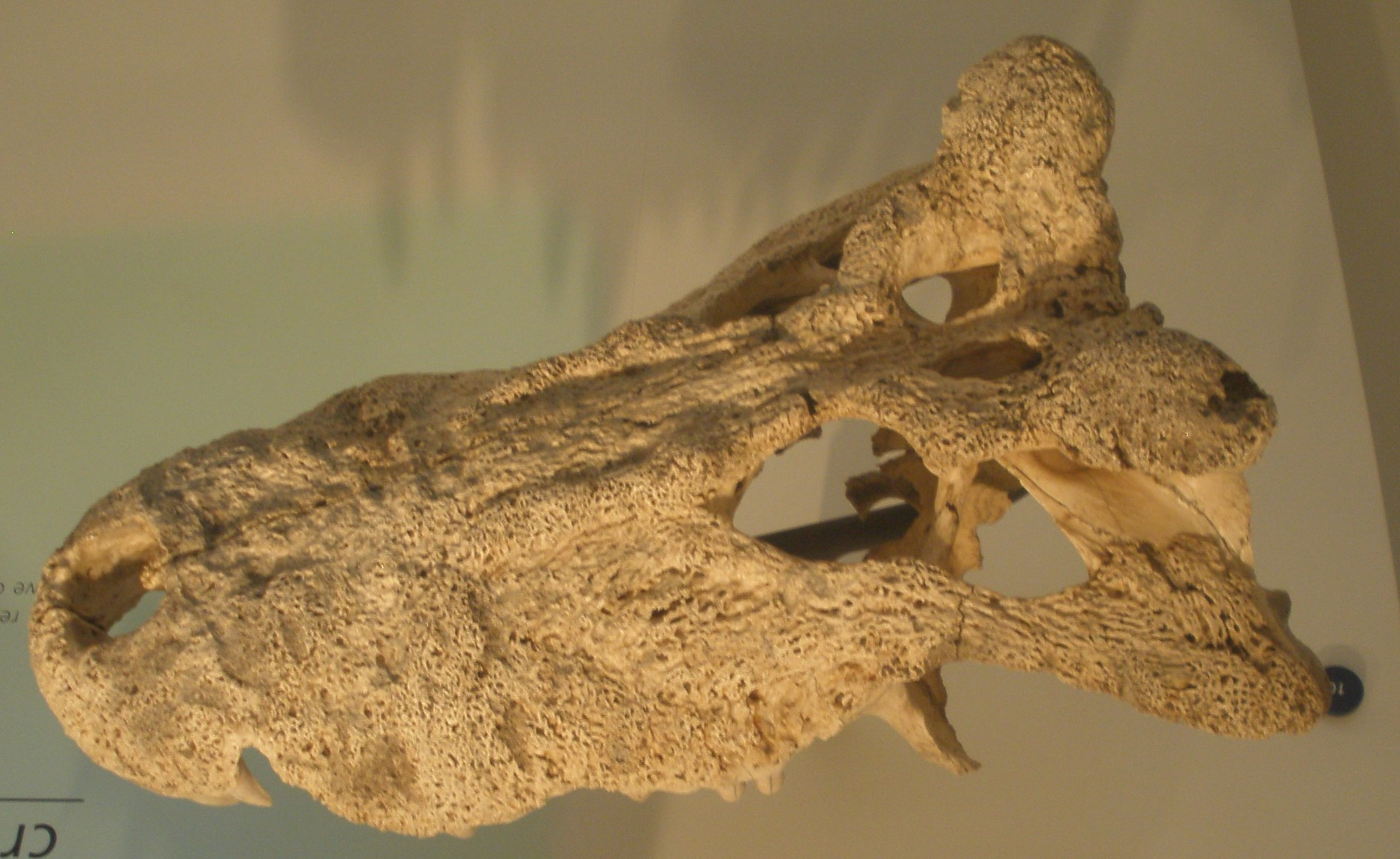
Cranio dell'estinto Voay robustus

La maggior parte delle specie sono raggruppate nel genere Crocodylus. L'altro genere esistente, Osteolaemus, è monotipico (come lo sarebbe Mecistops, se venisse riconosciuto come coccodrillo).
- Famiglia Crocodylidae
  - Sottofamiglia † Mekosuchinae (estinta)
  - Sottofamiglia Crocodylinae
    - Genere Crocodylus
      - Crocodylus acutus (Cuvier, 1807) - Coccodrillo americano
      - Crocodylus intermedius (Graves, 1819) - Coccodrillo dell'Orinoco
      - Crocodylus johnsoni Krefft, 1873 - Coccodrillo di Johnson, o Coccodrillo d'acqua dolce australiano
      - Crocodylus mindorensis Schmidt, 1935 - Coccodrillo delle Filippine
      - Crocodylus moreletii (Duméril & Bibron, 1851) - Coccodrillo di Morelet, o Coccodrillo messicano
      - Crocodylus niloticus Laurenti, 1768 - Coccodrillo del Nilo, o Coccodrillo africano (la sottospecie trovata in Madagascar è talvolta chiamata coccodrillo nero)
      - Crocodylus novaeguineae Schmidt, 1928 - Coccodrillo della Nuova Guinea
      - Crocodylus halli Murray, Russo, Zorrilla & McMahan, 2019 - Coccodrillo della Nuova Guinea di Hall
      - Crocodylus palustris (Lesson, 1831) - Coccodrillo palustre, o Coccodrillo indiano
      - Crocodylus porosus Schneider, 1801 - Coccodrillo marino o estuarino
      - Crocodylus rhombifer (Cuvier, 1807) - Coccodrillo cubano
      - Crocodylus siamensis Schneider, 1801 - Coccodrillo siamese (potrebbe essere estinto in natura)
      - Crocodylus suchus Geoffroy, 1807 - Coccodrillo del deserto

    - Genere Osteolaemus
      - Osteolaemus tetraspis Cope, 1861 - Osteolemo, o Coccodrillo nano (è ancora in dibattito se questo genere rappresenti effettivamente due specie: recenti analisi del DNA (2010) indicano tre specie distinte: O. tetraspis, O. osborni e una terza specie, attualmente senza nome)

    - Genere Mecistops
      - Mecistops cataphractus (Cuvier, 1825) - Coccodrillo catafratto
      - Mecistops leptorhynchus (Bennett, 1835) - Coccodrillo dal muso stretto africano

    - Genere † Euthecodon
    - Genere † Rimasuchus (formalmente Crocodylus lloydi)
    - Genere † Voay Brochu, 2007 (formalmente Crocodylus robustus)

### Filogenesi
Il seguente cladogramma segue la topologia di un'analisi del 2012 dei caratteri morfologici di Christopher A. Brochu e Glenn W. Storrs. Molte specie estinte di Crocodylus potrebbero rappresentare più generi. C. suchus non è stato incluso in questa analisi perché i suoi codici morfologici erano identici a quelli di C. niloticus. Tuttavia, gli autori hanno suggerito che potrebbe essere spiegato dal loro campionamento del campione e hanno considerato le due specie distinte.